# Кавалерідзе Надія Пилипівна
Кавалерідзе (Капельгородська) Надія Пилипівна — українська актриса, літераторка, сценаристка.

## Життєпис

Могила Івана Кавалерідзе і Надії Капельгородської

Народилася 2 жовтня 1904 р. в с. Успенському на Кубані в родині письменника П. Й. Капельгородського. Закінчила гімназію і драматичну студію при Лубенському міському театрі (1919).
Була актрисою Полтавського музично-драматичного театру ім. М. В. Гоголя, виступала в ансамблі «Жінхоранс».
З 1958 р. друкувалась у журналі «Барвінок». Автор дитячих книжок: «Зірочка», «Петро Запорожець» та ін., сценарію художнього фільму «Повія» (1961).
Надія Капельгородська — дружина Івана Кавалерідзе та тітка Нонни Капельгородської. Після смерті батька останньої, який загинув у роки війни, Надія Капельгородська удочерила Нонну.
Померла 27 листопада 1984 р. в Києві. Похована на Байковому кладовищі.

## Фільмографія
Знімалась у фільмах Івана Кавалерідзе:
- «Коліївщина» (1933),
- «Прометей» (1936),
- «Наталка Полтавка» (1936) та ін.

Сценаристка:
- «Повія» (1961)